# Sigsaly

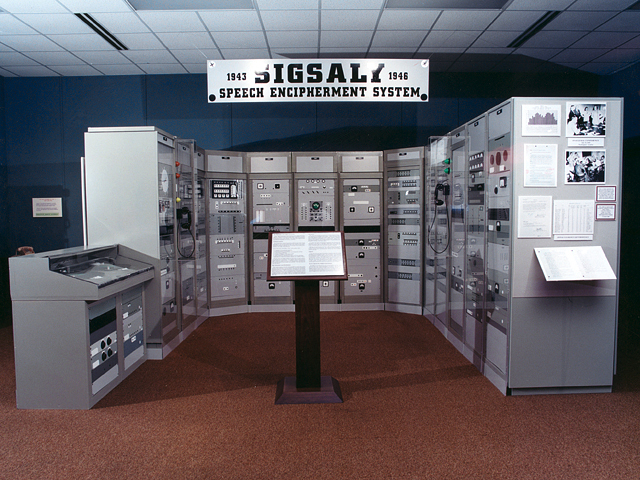
Ein Sigsaly-System im National Cryptologic Museum (NCM)

Sigsaly (Eigenschreibweise: SIGSALY, auch genannt: X System, Project X, Ciphony I oder Green Hornet) war der Deckname für ein sicheres Sprachverschlüsselungssystem, das die Alliierten während des Zweiten Weltkriegs entwickelt und genutzt haben.

## Geschichte
Aus dem Bedürfnis heraus, nicht nur Textnachrichten geheim übermitteln zu können, sondern im besten Fall in Echtzeit auch per Sprache direkt und sicher miteinander kommunizieren zu können, entstand die Idee zu Sigsaly, wobei die Bezeichnung, ähnlich wie Sigaba oder Sigtot, schlicht ein Name ist und kein Akronym. Bei der Entwicklung waren Koryphäen wie Harry Nyquist und, im Januar 1943, auch Alan Turing beteiligt. In Summe gab es, über den Globus verteilt, zwölf solcher Systeme, beispielsweise in Washington und London, die der amerikanische Präsident Roosevelt und der britische Premierminister Churchill für geheime Telefonate benutzt haben.

## Prinzip

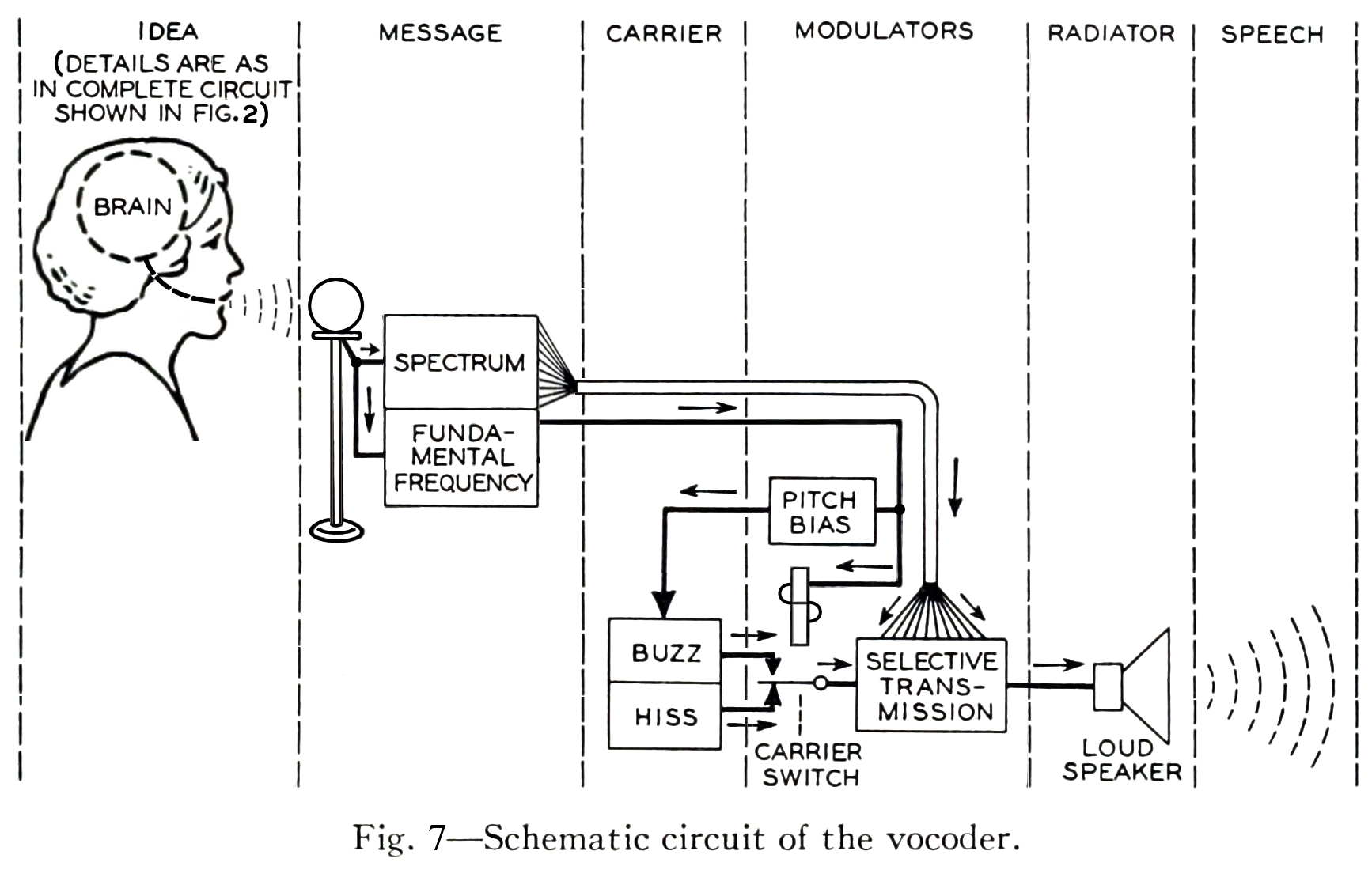
Schema der Stimmübertragung durch Aufteilung des Frequenzspektrums

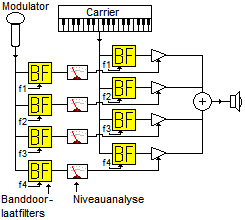
Blockschaltbild eines Vocoders

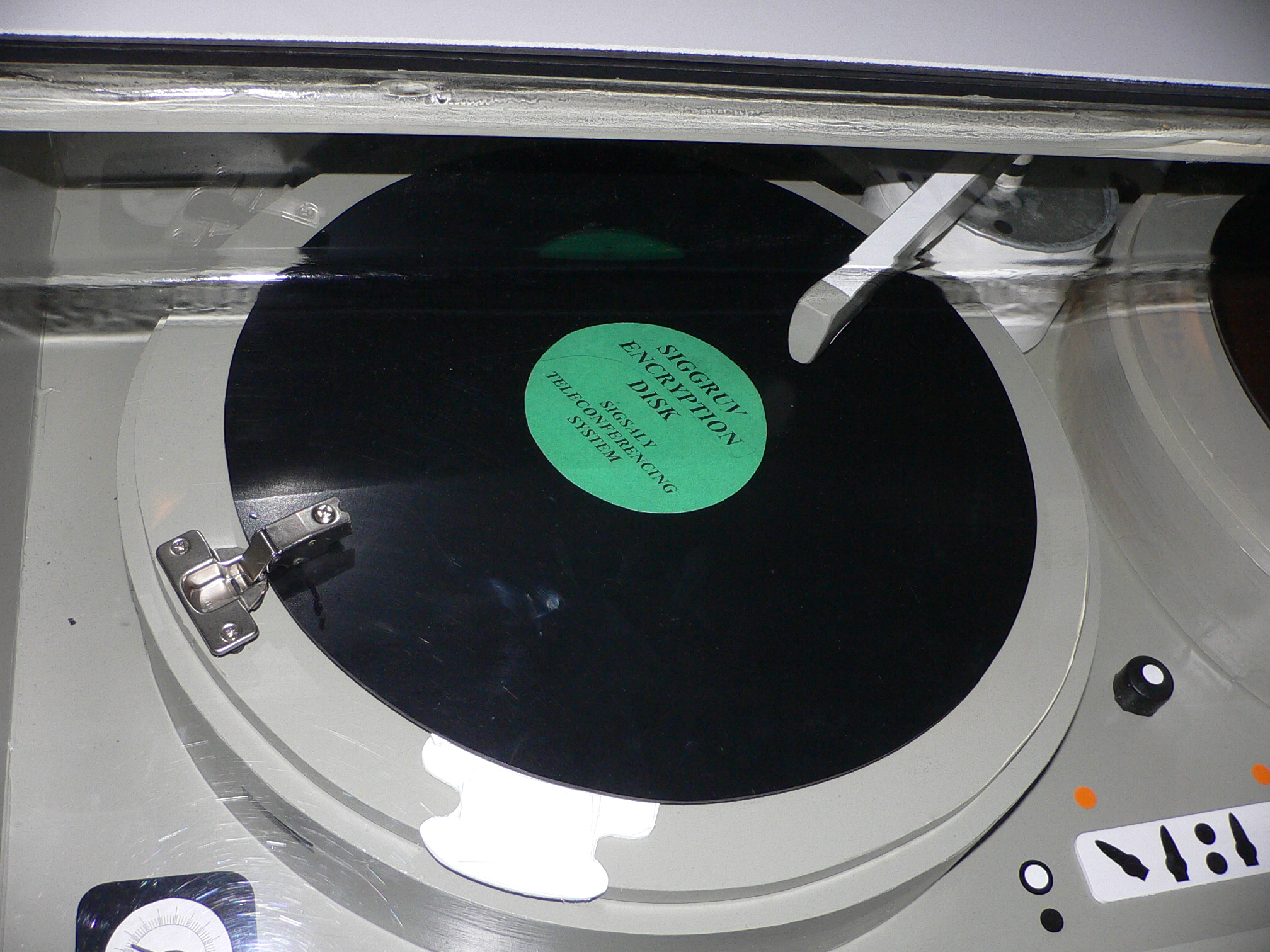
Sigsaly-Schallplatte

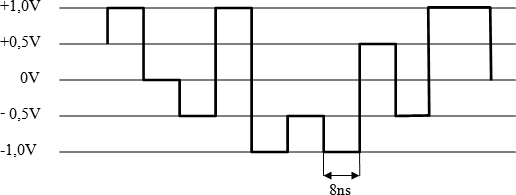
Ein zweites Signal (ähnlich dem hier im Bild) wurde zu dem quantisierten Tonsignal modular addiert.

Man entschied sich für den damals hochinnovativen Weg, zur Verschlüsselung von Sprache das kryptografisch sichere Einmalschlüssel-Verfahren (englisch One-Time-Pad, kurz: OTP) zu benutzen und dazu das analoge Tonsignal zu digitalisieren. Der Sprachfrequenzbereich (etwa 125 Hz bis 8 kHz) wurde auf 150 bis 2950 Hz begrenzt (was später bei der Übertragung von weiblichen Stimmen aufgrund ihrer höheren Frequenzanteile zuweilen Probleme bereitete) und durch Bandpassfilterung in zehn Teilfrequenzbereiche von jeweils 200 bis 300 Hz Bandbreite aufgeteilt (150–350 Hz, 350–550 Hz, …, 2650–2950 Hz) plus zwei weitere Kanäle für Zusatzinformationen (pitch). Das Signal in jedem dieser Kanäle (siehe auch: Blockschaltbild unter Weblinks) wurde gleichgerichtet, tiefpassgefiltert (Grenzfrequenz 25 Hz) und die Amplitude des niederfrequenten Ausgangssignals in einem Zeitraster von 20 ms erfasst. Diese wurde, bei gleichzeitiger Signalkompression, in jeweils sechs Amplitudenstufen quantisiert. Insgesamt erhielt man auf diese Weise alle 20 ms zwölf Digitalsignale mit jeweils sechs möglichen Amplitudenwerten.
Bis zu diesem Punkt handelte es sich um ein bereits vor dem Zweiten Weltkrieg veröffentlichtes System zur Sprachübertragung, allgemein bekannt als Vocoder (von engl. Voice encoder, „Stimmkodierer“). Der innovative kryptologische Teil bestand darin, dass jedem der zwölf Digitalsignale jeweils ein zweites Signal modular addiert wurde. Auch diese zweiten Signale wiesen sechs diskrete Amplitudenstufen in einem identischen Zeitraster (20 ms) auf, allerdings waren deren Amplitudenwerte völlig zufällig. Sie dienten als geheimer kryptologischer Schlüssel und wurden vorab mithilfe von speziellen Rauschgeneratoren erzeugt (siehe auch: Key generator) und auf Schallplatten aufgezeichnet. Die Schallplatten wurden im Vorfeld an die Gesprächsteilnehmer verteilt, nur einmal verwendet und nach Gebrauch vernichtet. Hierdurch wurde die „Unbrechbarkeit“ des Verfahrens garantiert.